# Koalicja Otwartej Edukacji

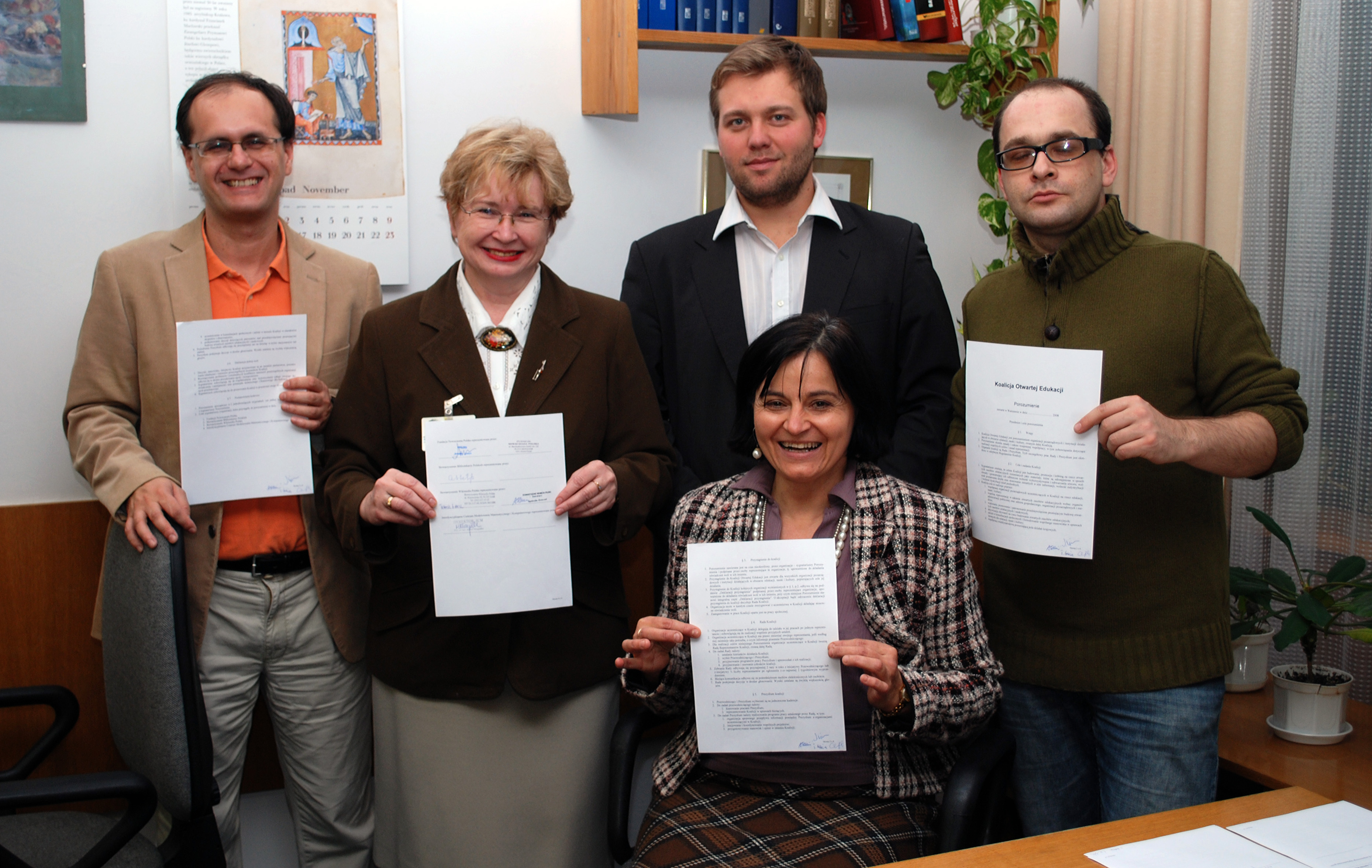
Przedstawiciele organizacji tworzących koalicję w momencie podpisania porozumienia (27 XI 2008). Od lewej: Tomasz Ganicz, Elżbieta Stefańczyk, Bożena Bednarek-Michalska (siedzi), Alek Tarkowski (stoi), Jarosław Lipszyc

Koalicja Otwartej Edukacji (KOED) – koalicja polskich organizacji pozarządowych i innych instytucji zajmujących się edukacją, nauką i kulturą, wspierająca ideę rozwijania i wykorzystywania otwartych zasobów edukacyjnych (ang. OER) oraz działająca na rzecz dostępności prawnej publicznych zasobów naukowych, edukacyjnych i zasobów dziedzictwa kulturowego. W styczniu 2020 Koalicja liczyła 40 członków.

## Struktura

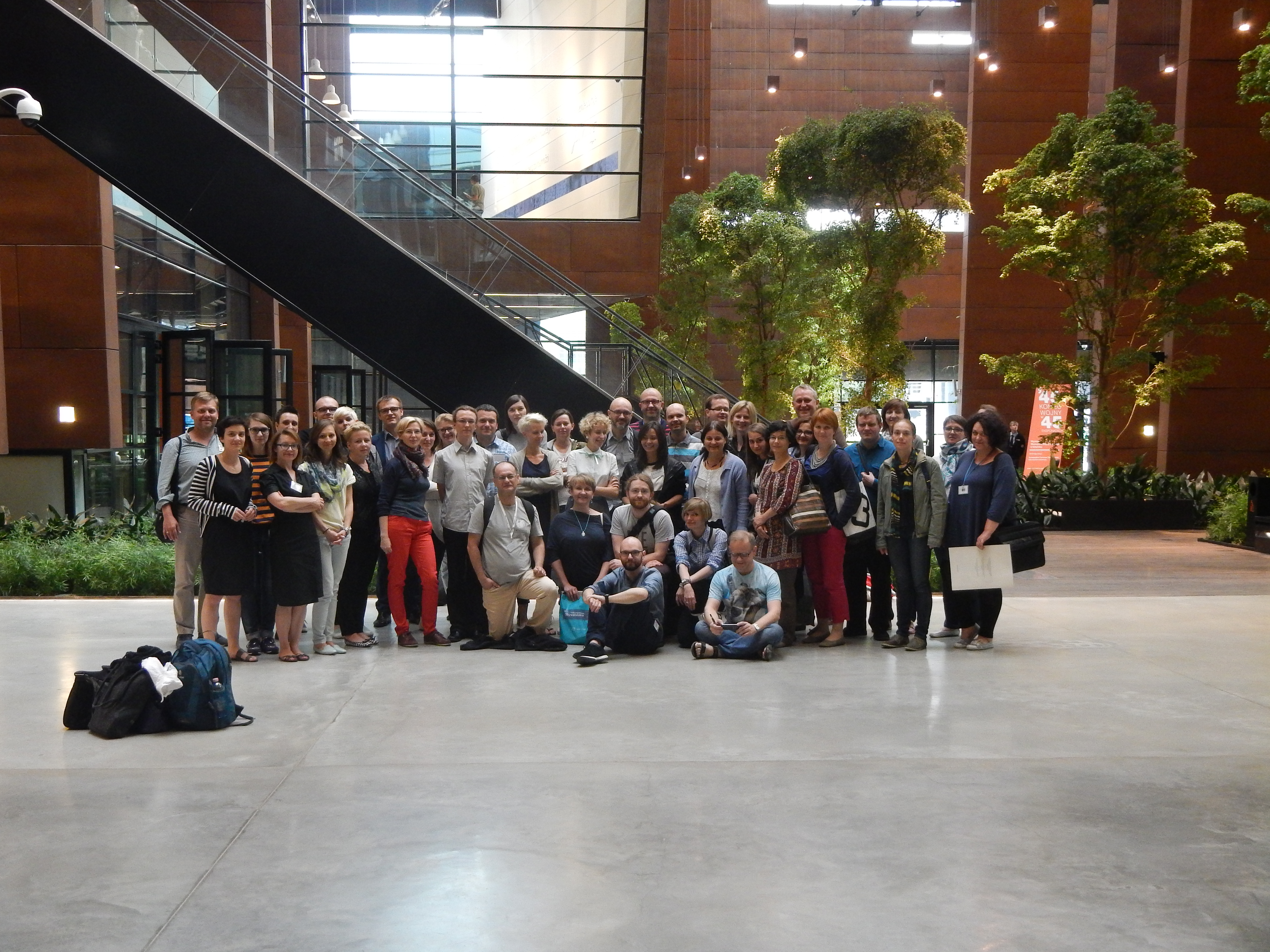
Przedstawiciele organizacji członkowskich KOED podczas zjazdu Koalicji w Gdańsku (czerwiec/lipiec 2015)

KOED nie posiada osobowości prawnej, przystąpienie do KOED sprowadza się do podpisania deklaracji woli przystąpienia i aktu porozumienia, który stanowi rodzaj statutu Koalicji. Władze KOED składają się z Rady, w skład której wchodzi po jednym przedstawicielu każdej organizacji oraz wybieranym przez radę pięcioosobowym prezydium, które na co dzień kieruje pracami koalicji.
Przewodniczącym prezydium KOED w latach 2008–2011 był Jarosław Lipszyc, w latach 2011–2012 Bożena Bednarek-Michalska, w latach 2013–2014 Tomasz Ganicz, od stycznia do lipca 2015 Alek Tarkowski, od 1 lipca 2015 do września 2017 Kamil Śliwowski, od 11 września 2017 do listopada 2018 Klaudia Grabowska, od grudnia 2018 do 2020 Aleksandra Czetwertyńska, a od 2020 do maja 2022 – Szymon Grabarczuk.

## Działalność
Koalicja Otwartej Edukacji działa na rzecz otwartych treści edukacyjnych oraz dostępności autorskoprawnej zasobów edukacji, kultury i nauki.
Koalicja przeprowadziła m.in. następujące działania:
- śledziła zmiany zachodzące w prawie dotyczące regulacji związanych z dostępem do wiedzy i aktywnie włączała się w proces legislacyjny, publikując swoje opinie, stanowiska i rekomendacje[9],
- przygotowywała i publikowała różnorodne materiały edukacyjne[10][11],
- organizowała „Szkolenia otwartościowe” skierowane do osób chcących pełnić rolę „liderów otwartości” w swoich środowiskach; w 2010 r. przeprowadzono pierwsze szkolenie w Górze Kalwarii pod Warszawą[12], w 2011 jedno szkolenie w Toruniu[13] i jedno w Warszawie[14], w 2012 jedno szkolenie w Krakowie[15],
- organizuje i współorganizuje różnego rodzaju imprezy, takie jak:
  - Dzień Domeny Publicznej (m.in. publikując 1 stycznia listę autorów przechodzących do domeny w danym roku)[16],
  - Konferencja „Otwarte zasoby edukacyjne w Polsce”, która miała miejsce w Sali Kolumnowej w gmachu Sejmu RP 23 kwietnia 2009[17],
  - Tydzień Otwartej Nauki (Open Access Week)[18].

KOED tworzy także dodatkowe portale tematyczne związane ze swoją działalnością: Domena Publiczna oraz Uwolnij Naukę.
Na działania KOED składają się także liczne działania jej członków, każda z organizacji ma w swojej sferze zainteresowań jakiś zakres tematyczny, który pokrywa się z celami KOED, są to zagadnienia: otwartości w nauce (tworzenie repozytoriów, otwartych czasopism naukowych, organizowanie lobbingu w MNiSW, organizowanie światowego dnia Open Access Week), otwartości w kulturze (Lobbing w MKiDN, praca na rzecz zmian w prawie autorskim, budowanie bibliotek cyfrowych, wolnych lektur, organizowanie Dnia Domeny Publicznej), otwartości w edukacji (lobbing w MEN, tworzenie wolnych podręczników, kursów e-learningowych, organizowanie Dnia Otwartych Zasobów Edukacyjnych).

## Członkowie
Koalicja powstała 27 listopada 2008. Jej założycielami są 4 organizacje:
- Stowarzyszenie Bibliotekarzy Polskich,
- ICM UW / CC-Polska,
- Fundacja Nowoczesna Polska,
- Stowarzyszenie Wikimedia Polska.

29 czerwca 2015 w skład KOED poza założycielami wchodziły następujące organizacje:
- Centrum Edukacji Obywatelskiej
- Fundacja Nowe Media
- Fundacja Instytut Rozwoju Regionalnego
- Akademia Górniczo-Hutnicza im. Stanisława Staszica w Krakowie
- Fundacja Wolnego i Otwartego Oprogramowania
- Stowarzyszenie EBIB
- Fundacja Liternet
- Fundacja Orange
- Centrum Cyfrowe Projekt: Polska
- Stowarzyszenie OpenStreetMap Polska
- Zachęta Narodowa Galeria Sztuki
- Fundacja Kolonia Artystów
- Fundacja Laboratorium Badań i Działań Społecznych „SocLab”
- Instytut Kultury Miejskiej (w Gdańsku)
- Biblioteka Uniwersytecka w Toruniu
- Fundacja Naukowa Przyjaciół Instytutu Historycznego UW KLIO
- Instytut Kultury Polskiej na Wydziale Polonistyki UW
- Uniwersytet im. Adama Mickiewicza w Poznaniu
- Instytut Slawistyki Polskiej Akademii Nauk
- Fundacja Aktywizacja
- Ruch społeczny Obywatele Nauki
- Europejskie Centrum Solidarności
- Stowarzyszenie Bibliosfera.org
- Fundacja Culture Shock
- Uniwersytet Łódzki
- Polska Grupa Użytkowników Linuxa
- Fundacja Szkoła z Klasą
- Małopolski Instytut Kultury
- Fundacja EduKABE